# 九二式重機関銃
九二式重機関銃（きゅうにしきじゅうきかんじゅう）は、1930年代前期に開発・採用された大日本帝国陸軍の重機関銃である。

## 概要

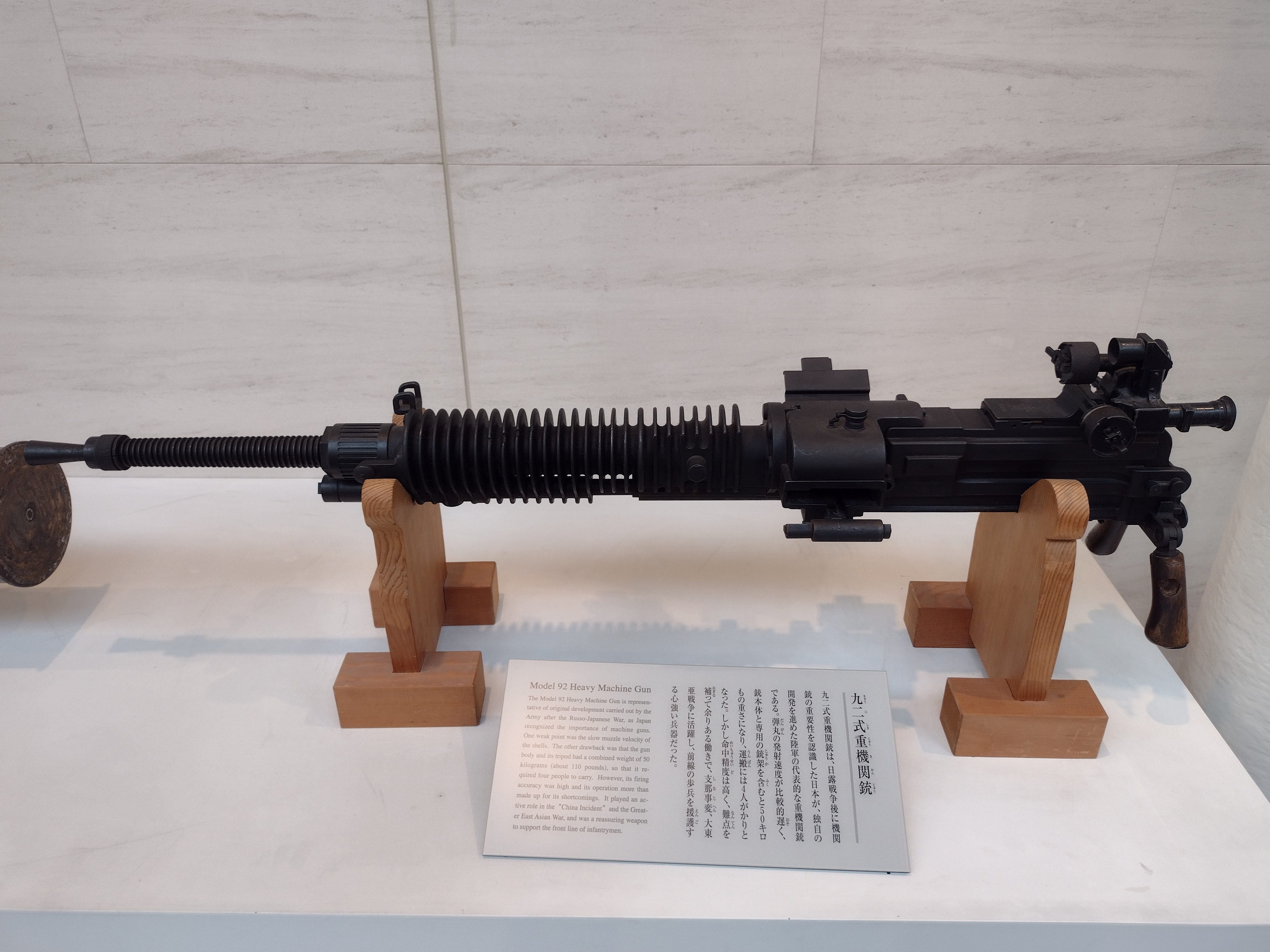
九二式重機関銃（銃本体のみ）

従来、帝国陸軍は第一次世界大戦頃まで重機関銃に相当するものとして三年式機関銃を運用しており、また当時の陸軍の機関銃（重機関銃）に対する見識は弾薬は6.5mm×50弾を使用でき、射程も2kmあれば十分とされていた。しかし同時期の各国の機関銃と比べると、小口径6.5mm弾ゆえに威力不足が目立ち、また高射機関銃として用い航空機を相手にした場合の射程も不足していた（当時の各国の機関銃の標準口径は7～8mmである）。
一方陸軍航空部隊は、1929年（昭和4年）に航空機関銃である八九式固定機関銃と八九式旋回機関銃を開発した（本銃は制式名称に「八九式」を冠するが、前者はイギリスのヴィッカーズ（ビッカース）E式固定機関銃の国産型、後者は十一年式軽機関銃の改造型で全くの別物であった）。これでようやく国産の7.7mm級重機関銃を手に入れた陸軍は、これを陸戦用に改造して用いることを考えたが実現しなかった。八九式旋回機関銃の転用は容易ではないと判断した陸軍は、もともと使用していた三年式機関銃をベースとし、7.7mm弾を使用できるようにした試作銃を1932年（昭和7年）に開発。翌1933年（昭和8年）にかけて試作実包の発射試験を繰り返しつつ、九二式重機関銃として制式採用された。
生産は1933年度に三年式機関銃の改修を816挺実施した後、翌1934年（昭和9年）から九二式重機関銃自体の新調を開始し157挺が竣工。以降の総生産数は約45,000挺、当時の調達価格は2,175円。
開発が順調に進んだ背景には、母体となった三年式機関銃が頑丈かつ大型であり、そのため口径拡大による補強や重量増加に十分耐えられる構造であったことが挙げられる。しかし、試作銃があまりに早く完成したため使用する7.7mm弾がまだ完成していないといった状況に陥った（のちに八九式旋回機関銃で使用していた弾薬を陸上用として新規開発）。
頑丈堅固な三脚架と相まって遠距離での命中精度がかなり高く、弾薬塗油装置・給弾機構・給弾方式などは三年式機関銃と同一であったが、握把が折り畳み式に変更され、酷寒の満洲での使用を考え厚いミトンをしていても問題なく射撃できるよう、引金式ではなく親指で押す押鉄式に改められた。もともと三年式の引金はシーソー式で、引金を引くと圧稈が前方へ突き出して逆鉤駐子（シア）を押し下げる構造であったため、押金式に変わっても逆鉤駐子を押し下げる機構そのものは共通である。三年式には安全装置が無かったが、九二式では押鉄そのものを右に回す事で掛けられる安全装置が追加された事も大きな改良点であった。その他の主要な変更点は次の通り。
- 銃身に着脱できる銃口消炎器が追加された。消炎器を装着するには、まず左右分割式のスリーブを銃身先端にかぶせ、スリーブの先端にラッパ形状の消炎器をねじ込むという構造である。
- 照星と照門には暗所での照準を容易にするための夜光管が追加され、照門は凹状（オープンサイト）から環状（ピープサイト）に変更された。
- 照門を載せる照尺は、三年式では小銃などに多いタンジェントサイトの形状で、尾筒の前方右寄りに配置されていた。本銃では転輪を回して昇降させる様式に変更され、位置も尾筒の右側面後方に移され、射手の目元に近くなった。
- 尾筒床にはばね式の緩衝器（バッファー）が追加され、射撃時に遊底・活塞（ピストン）が後退し切った際の衝撃を緩和し、あわせて遊底・ピストンを反発力で押し戻すことで発射速度を向上させることが図られた。
- 九三式眼鏡照準具・九四式眼鏡照準具・九六式眼鏡照準具などの光学照準器が開発・採用され、実戦では主に九六式眼鏡照準具が生産・使用されている。これらは東京第一陸軍造兵廠や日本光学（現ニコン）等で生産された。これらの光学照準器によって間接射撃も容易になった。また光学照準具は尾筒の後部上面に装着されるため、前述の照尺とは干渉しない。

しかし高い射撃精度と射撃持続性能を求めた結果、発射速度は何発撃ったか数えられるぐらい遅かった。また重量も改造を重ねた結果、特に空冷機関銃としては非常に重くなっている。弾丸は30発を保弾板上に並べて取り付け、これを銃の左側面から差し込んで給弾するが、保弾板上の弾薬の数が減って重量バランスが変わるにつれ発射速度が増す特徴的な発射音のため、連合国の将兵からは「ウッドペッカー（キツツキの意）」とも呼ばれていた。

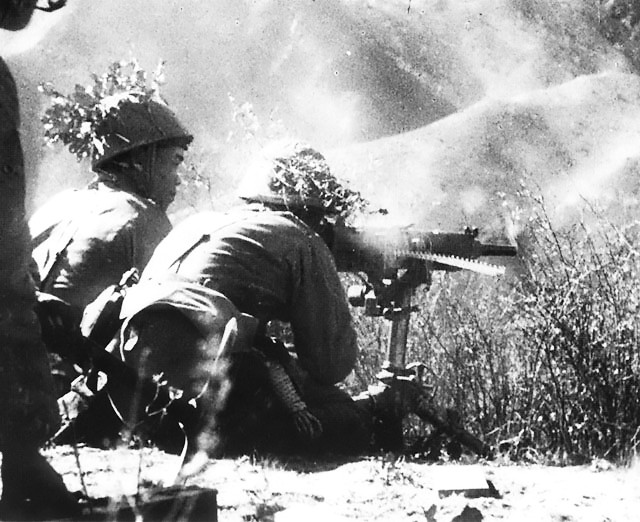
射撃中の九二式重機関銃、三脚架の姿勢を高くしている。銃の右側面に撃ち終った分の保弾板が出て来ている
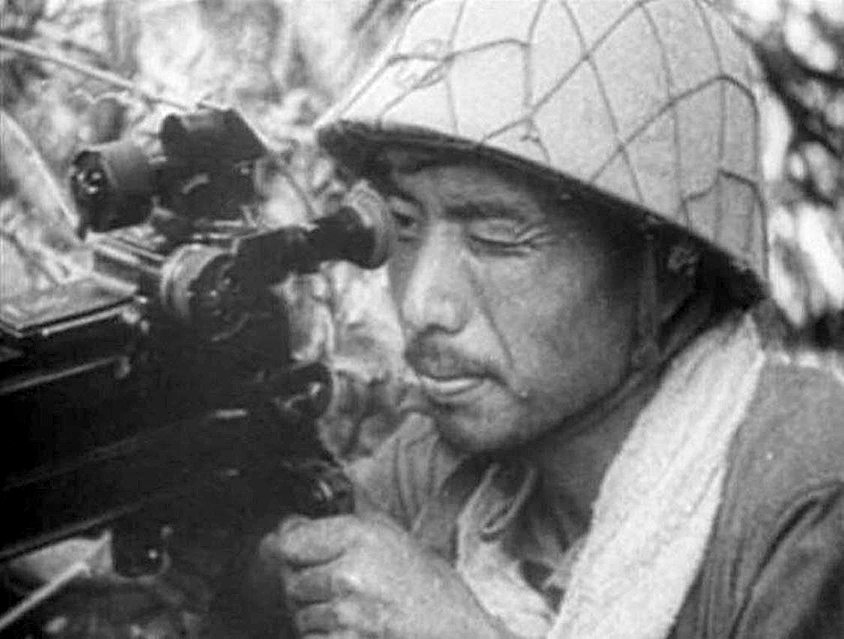
九二式重機関銃に附属する九六式眼鏡照準具を用いる射手
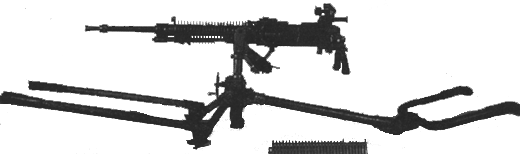
九六式眼鏡照準具と銃口消炎器を装着した九二式重機関銃。銃架に運搬用の提棍 (ハンドル) が付けられた状態

## 運用
九二式重機関銃は、本銃1挺を装備する「戦銃分隊（定数：下士官1名、兵10名、馬2頭）」と「弾薬分隊（定数：下士官1名、兵10名、馬8頭）」で運用する。4個戦銃分隊と1個弾薬分隊で1個小隊を編成し、3個小隊で1個「機関銃中隊」となる（1個歩兵大隊につき、1個機関銃中隊が配置される）。そのため1個歩兵小隊に対し九二式重機関銃1挺配備に相当する。
重機の運用人員が多いことを見て非能率と見る向きもあるが、戦銃分隊には1箱540発入りの甲弾薬箱(22kg)を担ぐ弾薬手4人が随伴（計2,160発）し、弾薬分隊は定数通り馬8頭が運ぶなら750発入りの乙弾薬箱(30kg)32箱を駄載して計24,000発を運ぶ。合計で1挺あたりの弾薬定数は9,660発、同じく第二次世界大戦でドイツ陸軍が運用したMG34 機関銃の弾薬定数が機関銃分隊に随伴する弾薬手2名が250発入り4箱で計1,000発、1挺あたりの弾薬定数が3,450発であったことなどと比べると1挺あたりの携行弾数は他国に比較して非常に多い。そのため帝国陸軍の重機関銃は特に攻撃戦時の継戦能力が高いのを特徴とする。
故障が少なかったと言われているが、これはあまりに故障の多い従来の機関銃と比較しての話であり、完動状態を維持するためには頻繁なメンテナンスが必要不可欠であり、このため、戦銃分隊の9番目と10番目の兵は20kgもある乙道具箱2箱と予備銃身などの交換部品を常時持ち歩いて随伴することが規定の編制であったほどである。他国では40kg以上ものメンテナンスキットが1挺ごとに随伴する銃器という事例はない、通常はこれほどの道具は後方にいる連隊附の火器整備小隊が持つものである。
歩兵操典において、地上部隊の脅威となる敵航空機に対しては専用の高射砲や高射機関砲を運用する高射砲兵・機関砲兵に限らず、野戦では歩兵も小銃・軽機関銃・重機関銃をもって全力で対空射撃(九九式短小銃#対空射撃)にあたるものとされていた。そのため本銃は附属の九二式重機関銃高射用具を用い、三脚上に高射托架を組み銃を装着、また対空用の照準環（高射照門）（スパイダーサイト）を付し対空射撃を行う。

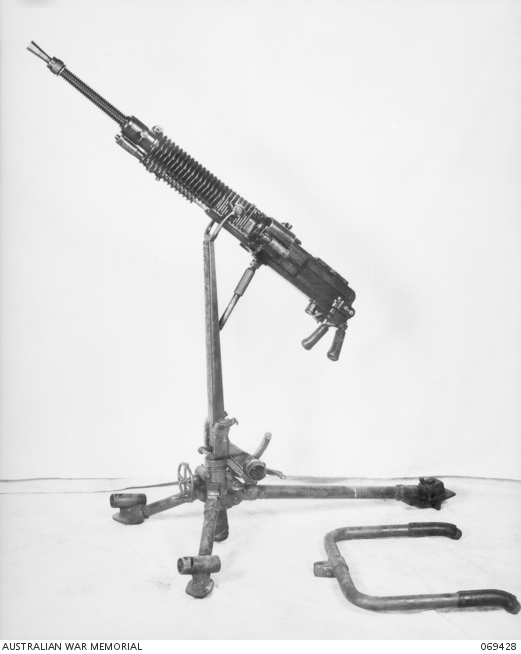
高射托架により高射状態とした九二式重機関銃
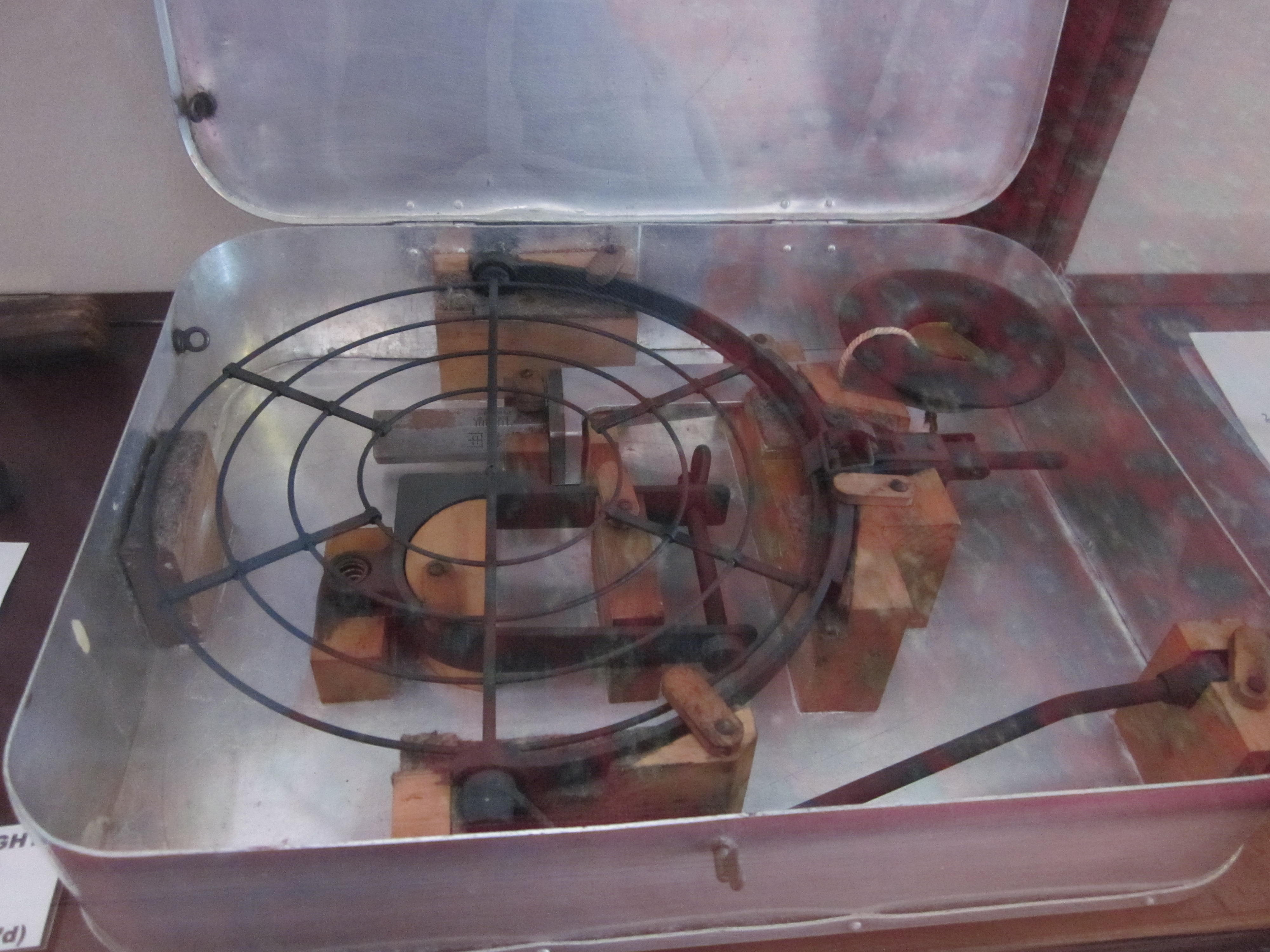
照準環（高射照門）

## 実戦
九二式重機関銃は支那事変で初めて実戦投入された。以降、ノモンハン事件や太平洋戦争（大東亜戦争）など、第二次世界大戦を通して全戦線において終戦まで使用され、帝国陸軍のみならず海軍陸戦隊にも供与され（海軍では九二式重機銃と呼称）、日本軍主力重機関銃として活躍した。また、一定数が満州国軍やインド国民軍など同盟軍にも供与されている。
戦後は他の日本軍兵器と同じく少なくない数が現地軍や運動組織に接収され、国民革命軍や紅軍（中国人民解放軍）が国共内戦で、インドネシア人民治安軍がインドネシア独立戦争、ベトミンが第一次インドシナ戦争など使用している。また、1960年代中頃まで中国人民解放軍が接収品を使用し続けていたとされる。
日本でも警察予備隊が発足した際に九二式重機関銃を採用すべきだという意見も出たが、結局、機関銃は米軍供与のブローニングM1919重機関銃が装備された。
なお、当時の記録写真や現存する実銃に対して戦後付けられた説明には、三年式と九二式とが混同されている場合があるので注意が必要である。

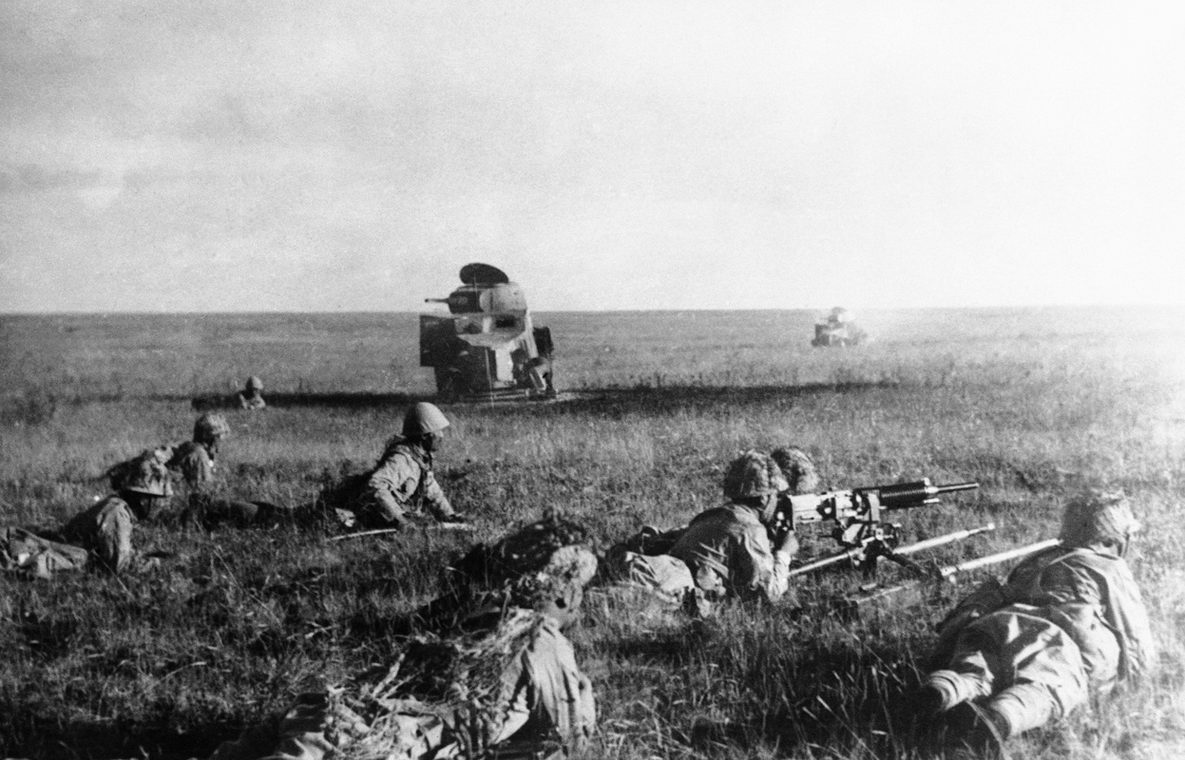
ノモンハン事件で使用されている九二式重機関銃。1939年（昭和14年）7月
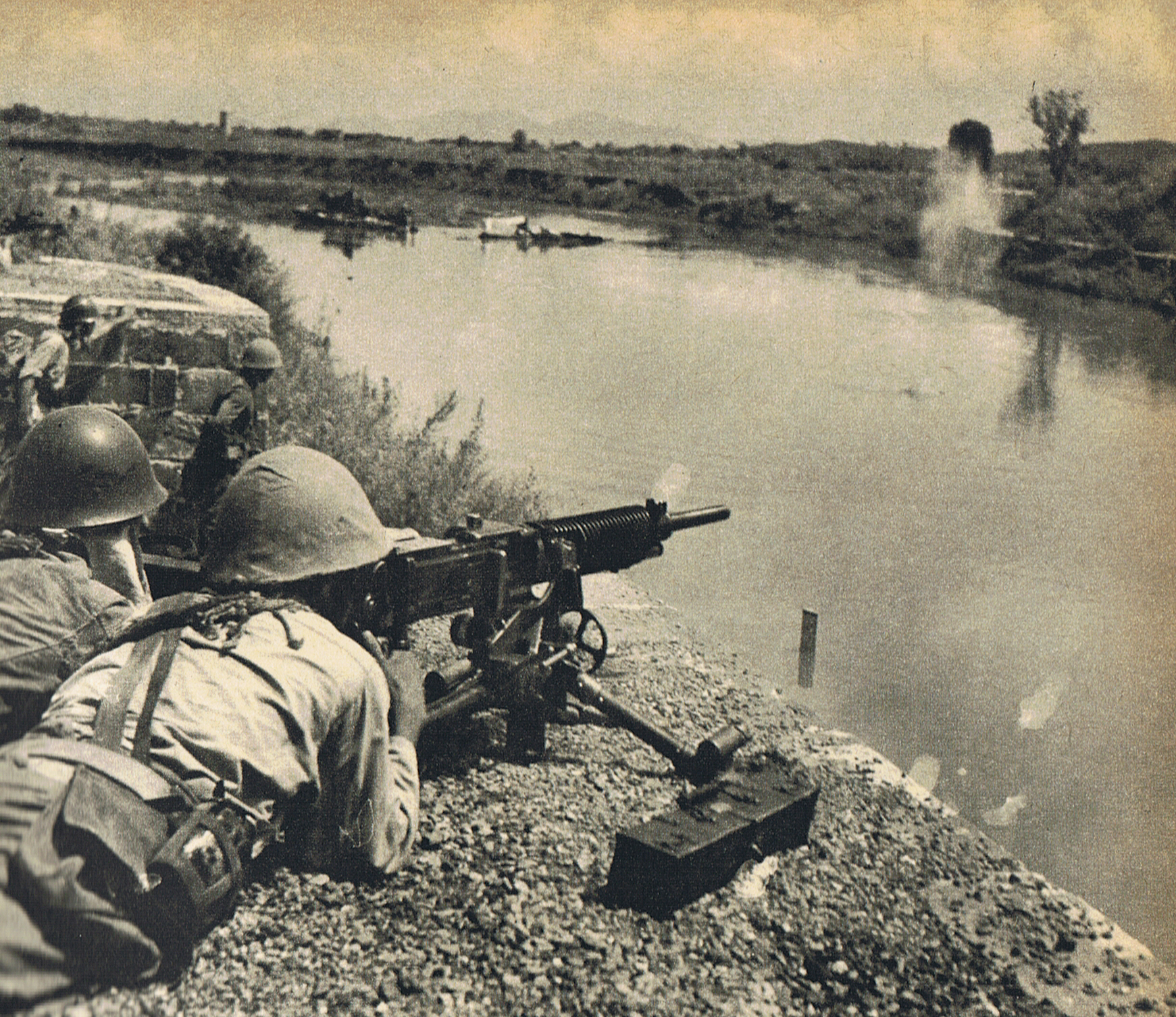
日中戦争（第一次長沙作戦）で使用されている九二式重機関銃。1941年（昭和16年）9月、第4師団
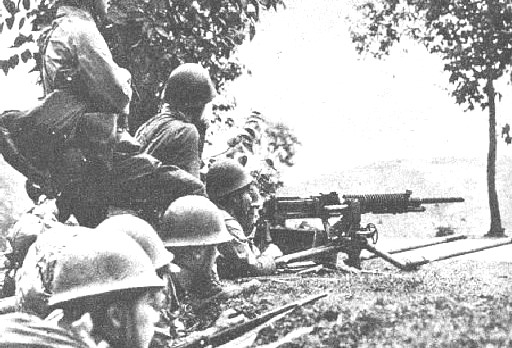
日中戦争で使用されている九二式重機関銃
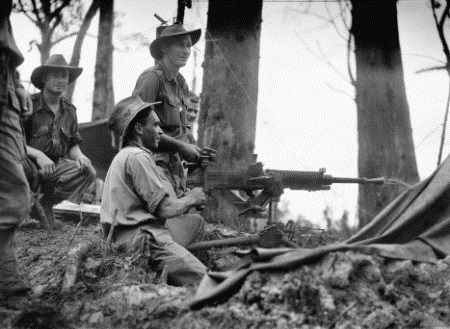
太平洋戦争で連合軍に鹵獲された九二式重機関銃。九六式眼鏡照準具を装着

## 評価
九二式重機関銃の評価としては以下のような長所・短所が挙げられている。
長所
- 弾薬の反動に対して重量があり、射撃中の銃身の振動をよく吸収して、銃口安定性に寄与した
- 間接射撃も可能な光学照準器の採用など、命中精度を高める措置が充実していた
- 三脚架が堅牢で、地形の起伏に合わせた姿勢調整が容易
- 連射速度が遅いため、銃身がオーバーヒートしにくく、射撃時の動揺が少ない
- 握把が折りたため、持ち運びが容易

短所
- 改造前の三年式機関銃より重かった
- 発射速度が当時の他銃に比べて遅い
- 実包に潤滑用の機械油を塗る必要があり、ゴミや埃が付着して故障の原因になった
- 保弾板による給弾方式のため発射持続時間が短い (連続射撃すると、保弾板1枚分の30発をわずか4秒で消費してしまい、装填手が新たな保弾板を次々と挿入しなければならない)
- 保弾板による給弾方式のため、残弾数で発射速度が異なる。残弾が多く保弾板が重いと発射速度が遅く、残弾が少なくなって保弾板が軽くなるにつれ発射速度が速くなった。このため、発射音から敵にも残弾数がわかった。
- 保弾板が弱く、容易に変形する
- 敵前での銃身交換が困難（具体的には規制子を外して、ガスピストン周辺を複数の特殊工具で取り外した後に、銃身本体の固定ナットも特殊工具を用いて外すという、非常に複雑な手順を踏まねばならなかった。[7]）

## 使用実包
九二式重機関銃に使用される九二式実包（7.7mm×58SR）は.303ブリティッシュ弾（7.7 mm×56R）と同じ口径だが、薬莢のサイズとリム形状が異なる。
このサイズは、後に採用された九九式実包（7.7mm×58）と同じサイズだが、九二式の薬莢底部は「セミ・リムド（SR）」と呼ばれる半起縁形状であるのに対して、九九式は「リム・レス（サイズを表す末尾に何も記号が付ないとリムが無いことを意味する）」と呼ばれる無起縁形状となっているという違いがあった。両者はほとんど見分けがつかないほど良く似ているため、混在すると間違って使用してしまう可能性もあった。
仮に、セミ・リムドの九二式実包を九九式小銃に間違えて使用しようとすると、薬莢底部が出っ張っているため完全には薬室に収まらず、ボルトを閉じる事ができないので発射できない。反面、九二式重機関銃はリム・レスの九九式実包も使用できるよう設計されていたため、専用の九二式実包が尽きた場合には、九九式小銃を使用する一般歩兵が持っている九九式実包で代用する事もできた。1940年には九二式実包の薬莢形状がリムレスに変更され、装薬量を除いて互換性を持つようになり小銃や軽機関銃にも使用できるようになった。
普通弾や徹甲弾のほか、曳光弾や焼夷弾も使用可能。

### 九二式普通実包
弾丸全長35mm。実包全長80mm。口径7.9mm。弾丸重量13.2g。実包重量27.5g。装薬量2.85g（無煙小銃薬乙）
尖頭弾頭、狭窄弾尾。被甲、黄銅第二号。
初速750m/s。最大射程4100m。最大射程にて25mmの松板貫通可能。

### 九二式徹甲実包
1934年（昭和9年）1月制式化。弾丸重量10.5g。実包重量24.6g。装薬量3.0g。初速820m/s。
| ニセコ鋼板 | 侵徹限界距離 |
| 厚12mm     | 200m         |
| 厚10mm     | 350m         |
| 厚8mm      | 500m         |
| 厚6mm      | 750m         |
| 厚4mm      | 1000m        |

弾薬は30連発保弾板にまとめられた状態で弾薬箱に入れて運ばれた。
乙弾薬箱
弾薬分隊が運ぶ大型の箱
弾数：750発（30連発保弾板25枚）
重量：30.043kg
高：37cm
横：46.2cm
幅：21.6cm
甲弾薬箱
機関銃と一緒に運ばれる軽い箱、マニュアルでは100mを20秒で運ぶように規定されていた。
弾数：540発（30連発保弾板18枚）
重量：22.133kg
高：20.8cm
横：46.2cm
幅：21.6cm

## 現存銃
主力重機であったため可動品（発砲可）を含む比較的多くの九二式重機関銃が世界に現存しており、日本国内では各自衛隊駐屯地内の資料館・各護国神社・靖国神社併設の遊就館などある程度の数の施設が収蔵している。

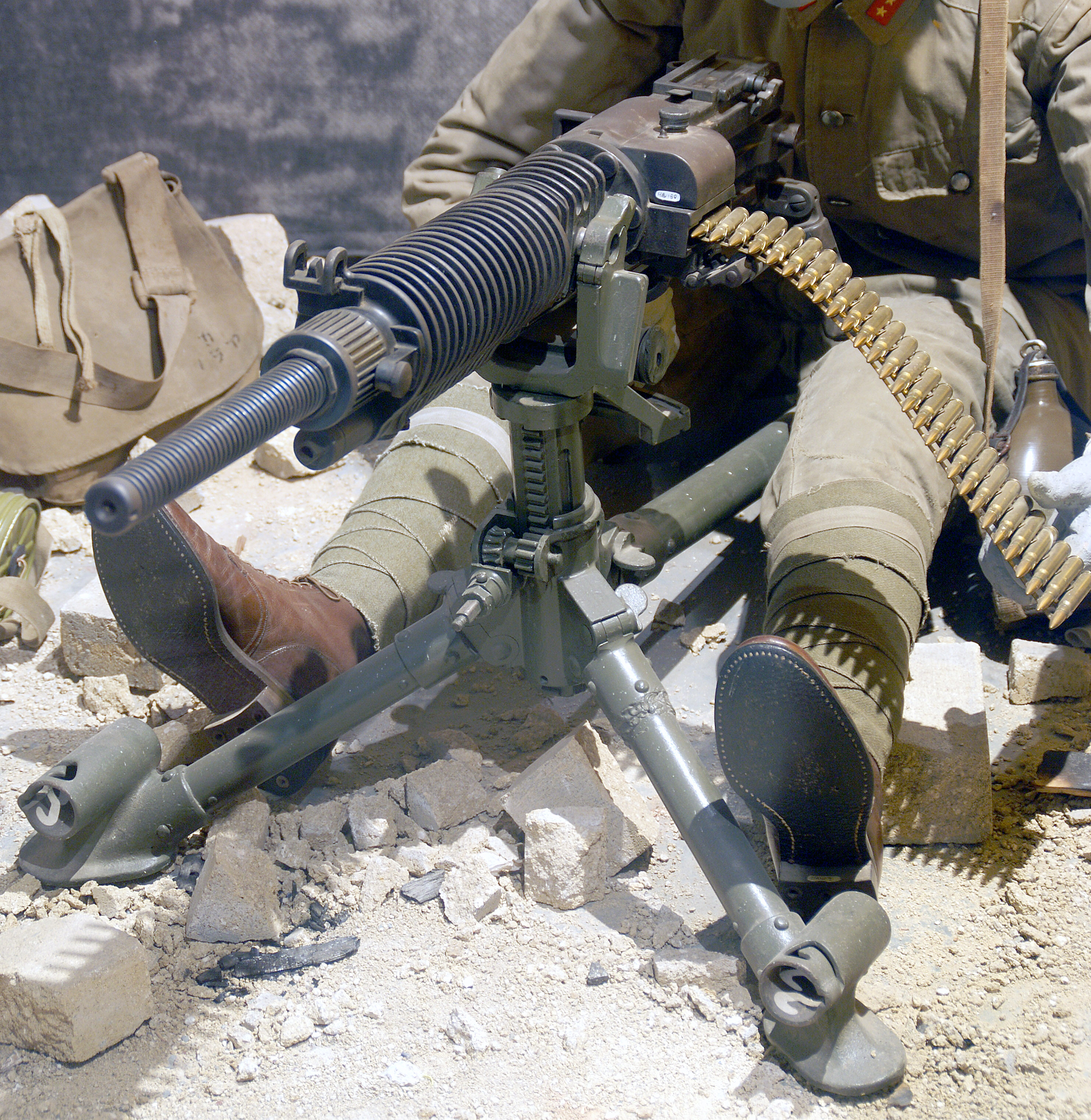
ハワイ・ワイキキのアメリカ陸軍博物館の展示銃。 給弾口に差し込まれたままの保弾板が弾薬の重みで垂れ下がっている。 給弾口の上に塗油装置の油缶、同じく下にはガイドローラー（不装填時の給弾口カバーを兼ねる）、尾筒の上面には眼鏡照準具を装着するレールが写っている。
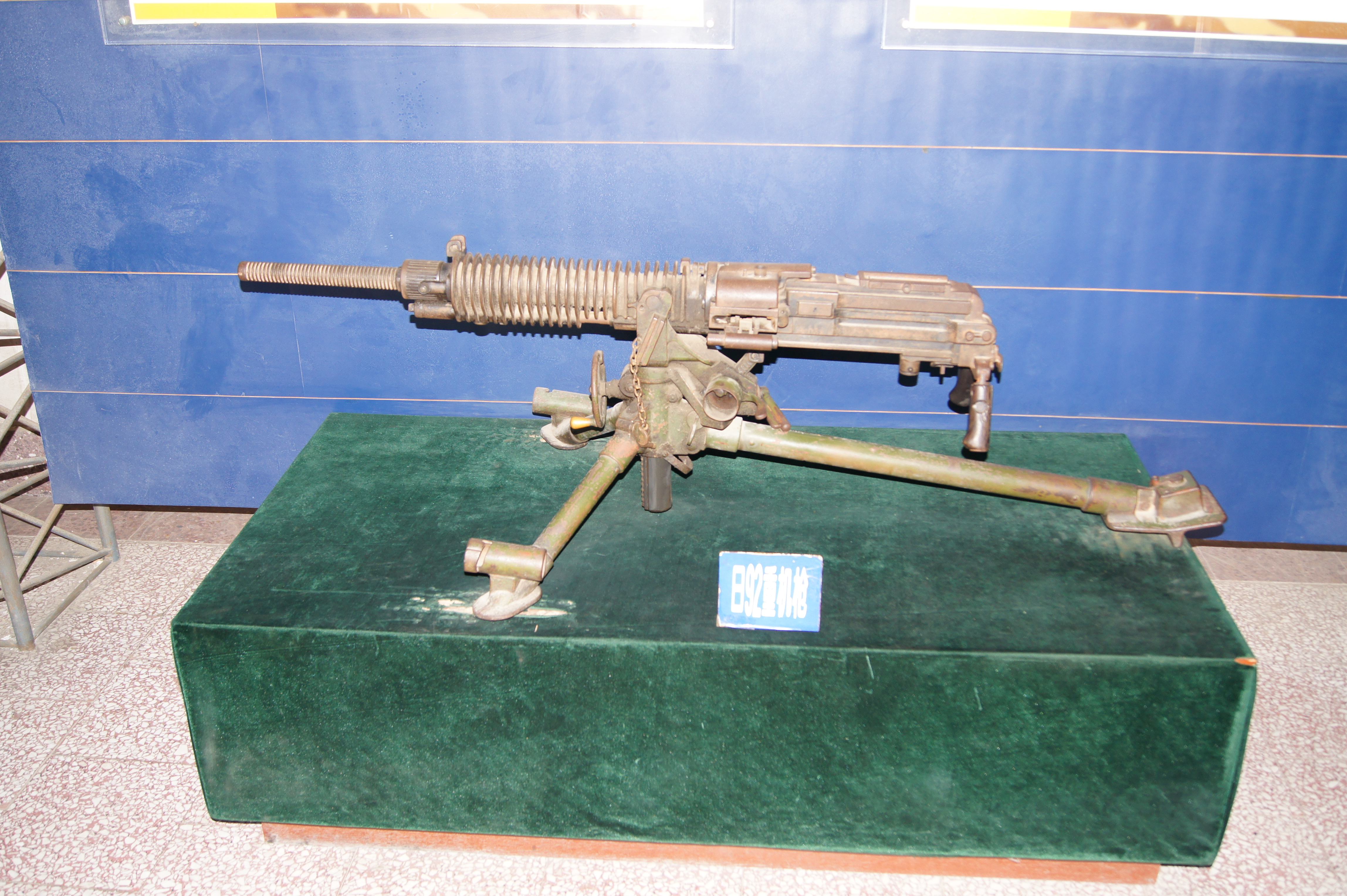
大連市旅順口区の人民解放軍海軍博物館の展示銃
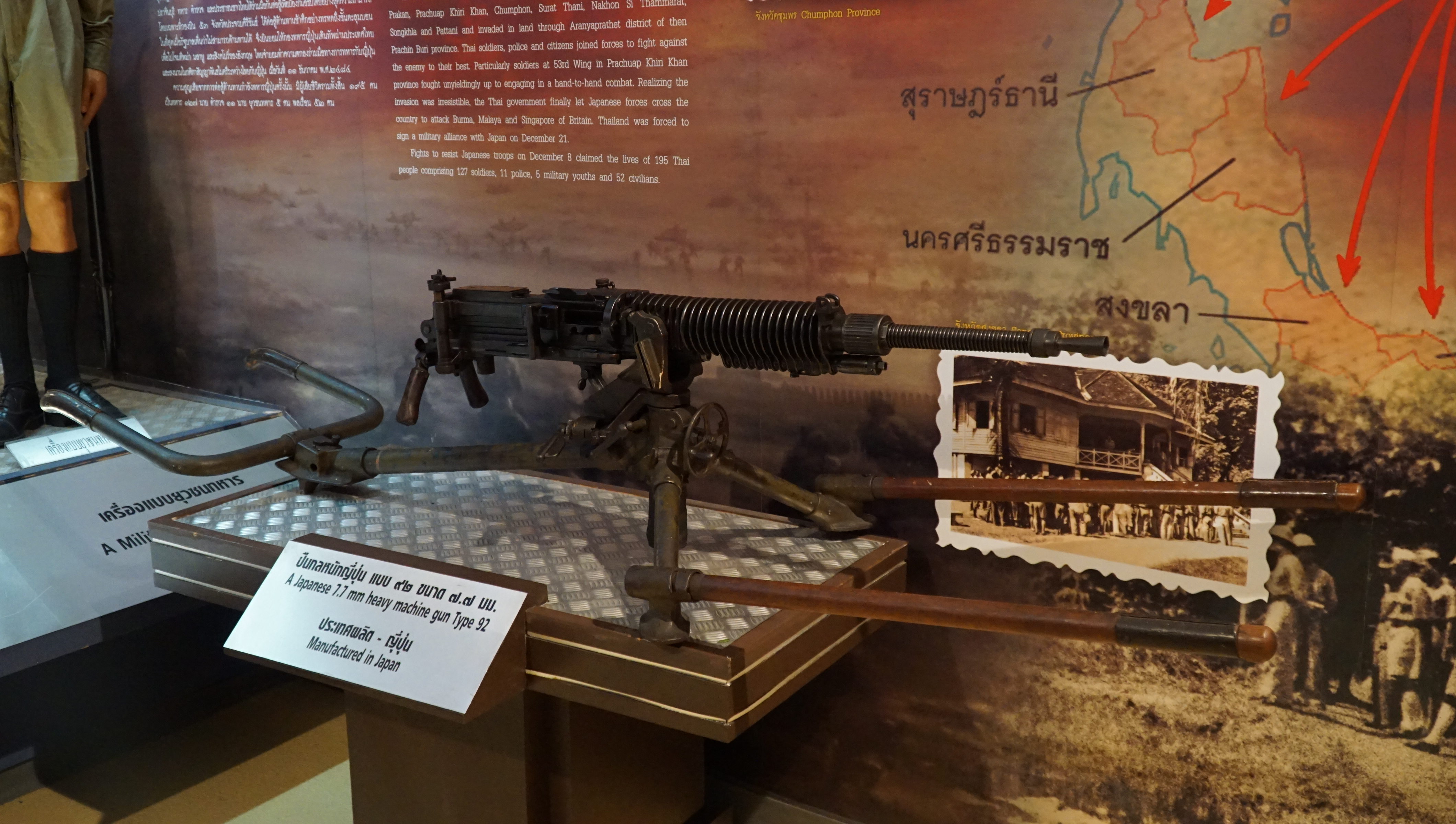
タイ・バンコクのナショナル・メモリアル(英語版)の展示銃 後部照準器、消炎器、運搬用の提棍が付属した状態で現存している珍しい品

## 登場作品

### 実銃を使用した作品
『暁の脱走』
『五人の突撃隊』
『加藤隼戦闘隊』
『空の神兵』
『独立機関銃隊未だ射撃中』
『戦ふ兵隊』
『西住戦車長傳』

### 映画・テレビドラマ
『蟻地獄作戦』
『硫黄島からの手紙』
日本軍が洞窟陣地の中から硫黄島の浜辺へ上陸してきたアメリカ海兵隊に対して使用する。
『いれずみ突撃隊』
『ゲゾラ・ガニメ・カメーバ 決戦!南海の大怪獣』
物語の舞台となるセルジオ島をかつて占領していた日本軍が、撤収の際に島に残していた武器として登場。島民たちがガニメに対して使用する。
『ザ・パシフィック』
『シン・レッド・ライン』
『戦場のメリークリスマス』
『大脱走！カウラ日本兵捕虜収容所』
『父親たちの星条旗』
『血と砂』
『日本のいちばん長い日』
反乱を起こした日本陸軍兵士たちが宮城の門前に設置する。

### 漫画・アニメ
『こちら葛飾区亀有公園前派出所』第11巻第4話「ポール・中川来日す！の巻」にポール・中川のコレクションとして登場。ただし、「7.7mm口径で銃上部のドラムマガジンに47発装填」「水冷用の冷却水タンクのように見える放熱フィン付き冷却筒」など、見た目と特徴は完全にルイス軽機関銃のものである。（これに関しては海軍が、九二式七粍七機銃の名称でルイス軽機関銃を生産していたため作者が混同した可能性がある）
『戦場まんがシリーズ』
シリーズの一編「独立重機関銃隊」に登場する。峡谷の洞窟陣地に配備されており、対空射撃でF4U コルセアを撃墜するなど、本作のキーアイテムである。
『独立戦車隊』
「Jungle Express」にて、後半、反乱を起こした日本陸軍が零式輸送機に立てこもるベロフらに対して使用するために射撃準備をするが、ベロフのMG42機関銃による攻撃によって射手を倒され、無力化する。
『端ノ向フ』
赤色匪賊が使用。建物内に隠匿配置されていたが装甲列車の反撃により建物ごと無力化された。
『桃太郎 海の神兵』
鬼ヶ島を攻略する、桃太郎麾下の日本海軍空挺部隊装備として登場。根拠地でのクリーニングキットによる手入れのシーンがあるほか、鬼ヶ島降下のシーンでは落下傘付き兵装コンテナに分解収納され、射手のみで射撃している。

### ゲーム
『Rising Storm』
『HIDDEN & DANGEROUS 2』
『コール オブ デューティシリーズ』
『COD:WaW』
日本軍が洞窟陣地の中から使用してくる。
『COD:BO』
何故かベトコンがドラムマガジン付きのものを2連装で使用する他、CIAが鹵獲し、運用しているBTR-60の砲塔にAGS-30とともに搭載されている。
『メダル・オブ・オナーシリーズ』
『メダル・オブ・オナー ライジングサン』
『メダル・オブ・オナー パシフィックアサルト』